# Eve Balfour
Lady Evelyn Barbara „Eve“ Balfour (* 16. Juli 1898 in Dublin; † 14. Januar 1990 in Dunbar) war Agrarwissenschaftlerin und Farmerin und eine der Schlüsselfiguren in der Entwicklung des ökologischen Landbaus im Commonwealth of Nations.

## Leben
Lady Eve Balfour, eine Nichte des britischen Politikers Arthur Balfour, betrieb nach ihrem Studium der Agrarwissenschaften ab 1919 eine Farm im englischen Suffolk. Ab Ende der 1930er Jahre stellte sie ihre Farm Albert Howard und Robert McCarrison als Versuchsbetrieb zur Entwicklung ihrer Ideen über die organische Düngung und das Bodenleben zur Verfügung. 1943 publizierte sie ihr Buch The Living Soil, das großen Einfluss auf die weitere Entwicklung des organischen Landbaus im englischsprachigen Raum hatte. Sie war Mitbegründerin der Soil Association, die bis heute der Dachverband des Organischen Landbaus in Großbritannien ist.

## Werk
- Eve Balfour: The Living Soil. Soil Association Ltd, Neuauflage 2006, ISBN 1-904665-08-X
- Michael Brandner: The First of the Greens: Eve Balfour. A Biography, Whittingehame o. J., unveröff. Manuskript.
- Rose Collis: Verschleierte Porträts. Aus dem Englischen von Susanne Amrain. Göttingen (Daphne) 1995, ISBN 3-89137-019-9